# Kees Schouhamer Immink
Kornelis Antonie (Kees) Schouhamer Immink (Rotterdam, 18 december 1946) is een Nederlands ingenieur en informatietheoreticus. Hij leverde een bijdrage aan de ontwikkeling van de cd, waarvoor hij tal van buitenlandse onderscheidingen ontving. Door zijn werk aan digitale audio, video en datarecorders is hij een van de vormgevers geweest van de digitale audio en videorevolutie.
Immink ontwierp onder meer de codering voor de cd, dvd, blu-raydisk, dcc en andere. Zijn onderzoeken leverden hem circa duizend patenten op.

## Loopbaan
Immink behaalde in 1974 zijn ingenieursdiploma (elektrotechniek) aan de Technische Universiteit Eindhoven en promoveerde aan dezelfde universiteit in 1984. Van 1967 tot 1998 werkte Immink bij het Philips Natuurkundig Laboratorium in Eindhoven, waar hij in 1994 werd benoemd tot Research Fellow, Philips' hoogste wetenschappelijke onderscheiding. In 1998 startte hij het bedrijf Turing Machines BV.
Hij was een prominent lid van de groep Sony/Philips-ingenieurs die in 1979 de compact disc ontwierp. Hij loste, onder andere, een heikel probleem op door een efficiënte coderingsmethode te vinden die spoorvolging minder gevoelig maakt voor krassen en andere plaatbeschadigingen. Zonder diezelfde methode zouden cd's moeilijk bespeelbaar zijn. Deze methode wordt in de cd en opvolgende generaties optische systemen, dvd, blu-ray toegepast. In 1995 nam Immink vervolgens deel aan de besprekingen met Toshiba om tot een gemeenschappelijke dvd-wereldstandaard te komen. Ook hier werd Imminks ontwerp voor de codering uitgekozen.
In augustus 1998 nam hij ontslag bij het NatLab na dertig jaar dienstverband. Dat iemand zomaar, zonder andere baan, op zijn 51ste weggaat en zegt: Ik ga, ik ben het zat, dat was volkomen buiten de orde. In een Volkskrant-interview vertelde hij dat de afgelopen jaren de sfeer binnen het lab is veranderd, het is er kil en te weinig wetenschappelijk geworden. Zo'n klimaat past niet bij hem, gewend als hij is aan grote creatieve vrijheid, gecombineerd met werken van negen tot negen. Hij richt samen met een oud-directeur van Philips het bedrijf Turing Machines BV op voor de ontwikkeling van computercodes. Het team is succesvol en weet binnen korte tijd een tiental octrooien te verwerven op het gebied van blu-ray disc codering na een samenwerking met de Koreaanse LG.
Naast zijn vele bijdragen aan de praktijkkant heeft hij ook wiskundige bijdragen geleverd aan de oplossing van Informatie Theoretische problemen met betrekking tot ‘constrained’ codes, die vooral toepassing vinden in opslagsystemen. Deze theoretische grondslag heeft bijgedragen tot begrip en efficiëntieverhoging van digitale opslagsystemen.